# Brzozie
Brzozie è un comune rurale polacco del distretto di Brodnica, nel voivodato della Cuiavia-Pomerania.
Ricopre una superficie di 93,74 km² e nel 2004 contava 3 640 abitanti.